# Ромі Стрейд
Ромі Стрейд (нід. Romee Strijd; нар. 19 липня 1995) — нідерландська модель.

## Кар'єра
У 2011 році Стрейд підписала контракт з модельним агентством DNA Model Management. 17 березня 2017 вона повідомила у Instagram, що зараз представляє IMG Models Management.
Знімалась для британського, німецького, іспанського та голландського Vogue, французького та голландського Elle, іспанського Harper's Bazaar, голландського Marie Claire та французького Madame Figaro.
Демонструвала на подіумах колекції від Alexander McQueen, Badgley Mischka, Balmain, Burberry, Calvin Klein, Céline, Крістофера Кена, DKNY, Донни Каран, EDUN, Джамбаттісти Валлі, Хуссейна Чалаяна, Ізабель Марант, Жиль Сандер, Джилл Штуарт, Kenzo, Loewe, Louis Vuitton, Marchesa, Майкла Корса, Nina Ricci, Пітера Сома, Філліпа Ліма, Прабаля Гурунга, Prada, Rag & Bone, Rochas, Роланда Мурета, Вери Вонг, Victoria's Secret.
Брала участь в кампаніях Кароліни Еррери, Alexander McQueen, Донни Каран, Stradivarius, Джузеппе Занотті, H&M і Marchesa.
У 2017 році знялася у музичному відео на пісню Давіда Гети за участі Джастіна Бібера «2U».
У 2014 році обрана моделлю Victoria's Secret Fashion Show. У 2015 році стала однією з янголів Victoria's Secret. 
У березні 2017 р. заявила, що зараз її представляє IMG Models.